# 明星圭太
明星 圭太（みょうじょう けいた、1995年〈平成7年〉5月22日- ）は、日本の脚本家、俳優。
舞台やショートドラマを中心に数多くの脚本を手掛ける他、俳優としても活動している。

## 来歴
M-1グランプリ2019出場、コンビ名エイティーン。
2020年夏　明星圭太、西本銀二郎、田辺未佳、柴山葉平による演劇ユニット【オクチナオシ】結成。
2021年9月　自身が脚本を手掛けた「僕らは恋をしなければならない」が上演された。
2022年7月　オクチナオシ第2回公演「今日は楽しいお葬式」では500人以上動員し、コロナ禍以降のエアースタジオで最高動員数を記録した。
2023年2月1日　河合拳士朗、安藤勇雅、岩井克之、明星圭太によるグループ【俺フィク（俺たちはフィクションです）】結成。YouTubeショートを中心に動画を投稿している。
2023年1月　オクチナオシ第3回公演「シンデレラガールは誰だ」では第2回公演を上回る、最高動員数560人以上を記録した。
2023年6月-7月　自身が作・演出を手掛けた「サドル研究会の逆襲」が東京都の三栄町LIVE STAGEにて上演された。

## エピソード
- TWICE、SMAPが好き、身長は186cm。[8]
- 以前オードリーのオールナイトニッポンのハガキ職人をしており、毎週100通ほど送っていた。ラジオネーム「宇宙を大切に」[9]

## 出演

### 舞台
- ACTHOUSE第8期生公演「普通の女の子に戻らないでください！」（2024年3月20日-3月24日、千本桜ホール）

- 演劇ユニット【オクチナオシ】特別公演「今日は楽しい誘拐事件」（2024年3月2日-3月3日、下北沢亭）[10]

- 演劇ユニット【オクチナオシ】特別公演「僕らは彼女を笑わせなければならない」（2023年8月8日、下北沢亭）

- 演劇ユニット ミチスガラ第2回公演「寓話のゴーグル」（2023年4月26日-5月1日、上野ストアハウス）

- ACTHOUSE第7期公演「未確認飛行物体を確認しました！」（2023年3月15日-3月19日、千本桜ホール）
- 劇団赤飯コントライブ「こちょこちょ」（2023年2月12日、下北沢亭）[11]
- 演劇ユニットもちもち　その3「なべしよ！」（2019年12月27日-29日、jagaimo劇場）[12]
- 小さい観劇祭SFフェス「エアー・コンディション」（2018年12月11日-12月16日、北池袋新生館シアター）

### 脚本
- 演劇ユニット【オクチナオシ】特別公演「今日は楽しい誘拐事件」（2024年3月2日-3月3日、下北沢亭）[10]

- オクチナオシ第4回公演「浪人たちのいるところ」（2024年1月25日-1月29日、高田馬場ラビネスト）[2]

- 舞武：TOYMEN（2023年11月7日、吉祥寺 SILVER ELEPHANT）

- 激団やれたらやるわ第2回公演「シンギュラリティ・ダービー」（2023年10月5日-10月9日、両国・Air studio）[13]
- 演劇ユニット【オクチナオシ】特別公演「僕らは彼女を笑わせなければならない」（2023年8月8日、下北沢亭）
- 三栄町LIVE×明星圭太公演vol.1「サドル研究会の逆襲」（2023年6月27日-7月9日、三栄町 LIVE STAGE）[6][7]
- オクチナオシ第3回公演「シンデレラガールは誰だ」（2023年1月26日-1月30日、両国・Air studio）[4]
- ACT企画公演vol.5 オクチナオシ第2回公演「今日は楽しいお葬式」（2022年7月21日-7月25日、両国・Air studio）
- 三栄町LIVE×ACT公演vol.5「せっかく死んだのに」（2022年5月10日-5月22日、三栄町 LIVE STAGE）

- オクチナオシ第1回公演「僕らは恋をしなければならない」（2021年9月1日-9月5日、高田馬場ラビネスト）[14]
- 演劇ユニットもちもち　その3「なべしよ！」（2019年12月27日-29日、jagaimo劇場）[12]
- 小さい観劇祭SFフェス「エアー・コンディション」（2018年12月11日-12月16日、北池袋新生館シアター）

### Tiktok、YouTube等
- 演劇ユニット【オクチナオシ】、劇団赤飯、俺フィク[5]、福岡ドットコム[15]、こじんまる。